# Comité Paralímpico e Desportivo Francês
O Comité Paralímpico e Desportivo Francês (em francês:  Comité paralympique et sportif français, CPSF) é o Comité Paralímpico Nacional de França. Foi fundado em 1992 e sua sede se situa em Paris, sua principal missão é organizar a Seleção Francesa para os Jogos Paralímpicos que são organizados pelo Comité Paralímpico Internacional (IPC). É membro do Comité Paralímpico Europeu e do Comité Paralímpico Internacional.